# Lyse kloster

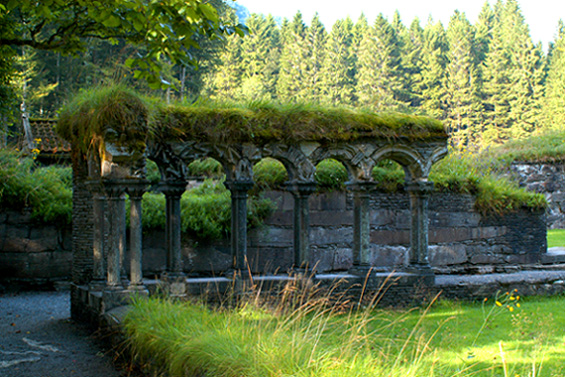

Lyse kloster är en klosterruin i Bjørnafjordens kommun i Vestland fylke i västra Norge, belägen vid Lysefjordens inre vik.
Klostret grundades 1146 som dotterkloster till cisterciensstiftelsen Fountains vid York i England och senare i förbindelse med Alvastra kloster och slutligen med Sorø kloster. Numera återstår endast ruiner av klostret. Några gravstenar och andra föremål från klosterkyrkan har överförts från ruinen till Bergens museum.